# 凝乳酶
凝乳酶（英语：Chymosin或Rennin）是一种在皱胃酶中发现的蛋白酶。它是属于MEROPS A1家族的天冬氨酸蛋白酶。它是由新生反刍动物在皱胃内壁产生的，用于凝结它们摄入的乳汁，从而在肠道中停留更长时间并更好地吸收。它广泛用于奶酪的生产。如今，牛凝乳酶在大肠杆菌、黑曲霉和Kluyveromyces lactis中重组生产，作为替代来源。

## 发生
虽然凝乳酶著名于由反刍动物在皱胃内壁产生，但它其实广泛存在于所有四足类动物中。凝乳酶由新生哺乳动物的胃主细胞产生，用于凝固它们摄入的乳汁，从而在肠道中停留更长时间并更好地吸收。产生凝乳酶的非反刍动物包括猪、猫、海豹和鸡。
一项研究报告称在一些人类婴儿身上发现了一种类似凝乳酶的酶，但其他研究未能复制这一发现。人类在1号染色体上有一个不产生蛋白质的凝乳酶假基因。人类还有其他蛋白质可以消化牛奶，例如胃蛋白酶和脂肪酶。:262
除了人类等灵长类动物外，其他一些哺乳动物也失去了凝乳酶基因。

## 延申阅读
- Foltmann B. . Comptes-Rendus des Travaux du Laboratoire Carlsberg. 1966, 35 (8): 143–231. PMID 5330666.
- Visser S, Slangen CJ, van Rooijen PJ. . The Biochemical Journal. June 1987, 244 (3): 553–8. PMC 1148031 . PMID 3128264. doi:10.1042/bj2440553.